# 신민주공화당
신민주공화당(新民主共和黨)은 1987년부터 1990년까지 존재했던 대한민국의 정당이었다. 공화당계 정당의 최후 직계 정당으로 1990년 3당 합당으로 민주자유당에 흡수됐다. 김종필 총재의 출신지인 호서 지역에 강력한 지지기반을 가지고 있었다. 약칭은 공화당.

## 역사
박정희 대통령 시절 여당이었던 민주공화당과 유신정우회는 12.12 군사쿠데타 이후 정치금지되어 해체되었다. 이후 구 공화당계와 유정회계 인사들은 김종철, 이만섭을 중심으로 국민당을 조직하고 대안 정당, 원내 제1당을 목표로 삼았으나 박정희에 대한 부정적인 인식 및 전두환 정권에 의한 박정희와의 차별화 정책, 구 3공, 유신 인사들에 대한 부정축재 혐의 처벌 등으로 원내 제1당, 대안 야당으로 발돋움하려는 목표는 실패하였다.
이후 충남,북 일부와 수도권 일부, 전국구 몇석에만 의존하던 한국국민당은 87년 정치정화법에 묶였던 김종필이 해금되어 정계 진출, 신당 창당을 주도하면서 와해, 흡수되었다. 1987년 6·29 선언 직후 김종필이 1987년 10월 30일 창당대회와 대통령 후보 지명대회를 열어서 결성했다. 당 총재와 대통령 후보에 김종필을 지명하고 '민주공화당의 빛나는 이념과 한국국민당의 전통을 계승하여 새로운 근대화를 주도한다'라 하였으며, 강령으로 자유민주주의 이념, 자유경제체제, 농어민과 노동자의 중산계급화 등을 채택했다.
김종필과 구 공화당계 인사들은 박정희 정권의 경제성장을 환기시키며 제13대 대통령 선거당시 전국 유세에 돌입하였다. 그러나 12월 선거에서 180만표를 얻어, 노태우, 김영삼, 김대중에 이어 4위를 기록하였다. 87년 선거 직전 통일민주당의 분열로 원내 제2당으로 격상되었으나 다음 해 제13대 총선거에서는 평화민주당과 통일민주당에 이어 제3야당이 되었다.

### 3당합당
신민주공화당은 전국정당을 꾀하였으나 충청남도, 충청북도와 강원도 일부에 만족해야 했고, 한국국민당 시절보다 지역색이 명확해졌다.
1990년 2월 14일 민주정의당, 통일민주당과 합당하여 민주자유당을 신설합당하여 해체되었다. 3당 합당에 참여하는 것을 두고 민주정의당(전두환 계열)에도 부정적이었고, 통일민주당(김영삼 계열)에 부정적, 적대적이었던 3공, 유신계 인사들의 반발이 만만치않았으나 김종필이 합당 참여를 선언함으로써 반발은 종식되었다. 김종필의 참여에 반발하여 일부 인사들은 통합 과정에서 이탈하기도 했다. 그러나 1995년 계파 간 입장 차이로 김영삼의 민주계와 갈등하던 중 김영삼의 군사정권 청산에 반발한 공화계 인사들이 다시 갈라져 나와 자유민주연합을 결성하기도 했다.

## 역대 총재
| 대수 | 역대 대표 | 직함 | 임기                              | 비고     |
| ---- | --------- | ---- | --------------------------------- | -------- |
| 초대 | 김종필    | 총재 | 1987년 10월 30일 ~ 1990년 2월 5일 | 삼당합당 |

## 선거 결과

### 대통령 선거
| 연도   | 선거  | 후보자 | 득표        | 득표율         | 결과 | 당락 |
| ------ | ----- | ------ | ----------- | -------------- | ---- | ---- |
| 1987년 | 13대  | 김종필 | 1,823,067표 | \| \| 8.06% \| | 4위  | 낙선 |
|        | 8.06% |        |             |                |      |      |

### 국회의원 선거
|  | 12.05% |

|  | 15.6% |

|  | 11.71% |

## 역대 전당대회
1987년 10월 30일 신민주공화당 창당대회
- 당헌 채택
- 정강정책 채택
- 총재에 김종필 창당준비위원장 추대
- 대한민국 제13대 대통령 선거 후보로 김종필 총재 추대

1990년 2월 5일 신민주공화당 임시 전당대회
- 민주정의당, 통일민주당과의 삼당합당 결의

## 같이 보기
- 김종필
- 민주공화당
- 유신정우회
- 한국국민당
- 자유민주연합